# Alcuin
Alcuinô thành York (tiếng Latinh: Flaccus Albinus Alcuinus; k. 735 – 19 tháng 5, 804 AD), cũng viết là Ealhwine, Alhwin hoặc Alchoin, là một học giả, nhà giáo, nhà thơ, giáo sĩ người Anh tới từ York, Northumbria. Ông là môn sinh của Tổng giám mục Ecgbert thành York. Đáp ứng lời mời của Charlemagne, ông trở thành một giảng sư và học giả hàng đầu trong triều đình Carolus. Ông viết nhiều bài luận thần học và giáo lý cũng như một vài tác phẩm về văn phạm và một số bài thơ. Ông được đặt làm Viện phụ thành Tours năm 796 cho tới khi qua đời. Là "người học thức nhất ở bất cứ nơi đâu" theo như Einhard nhận định trong Vita Karoli Magni, Alcuin được coi là một trong những kiến trúc sư quan trọng nhất của cuộc Phục hưng Carolus. Nhiều học trò của ông là những nhà trí thức có ảnh hưởng trong thời đại Carolingian.